# Glaucidium capense
Glaucidium capense là một loài chim trong họ Strigidae.

## Hình ảnh

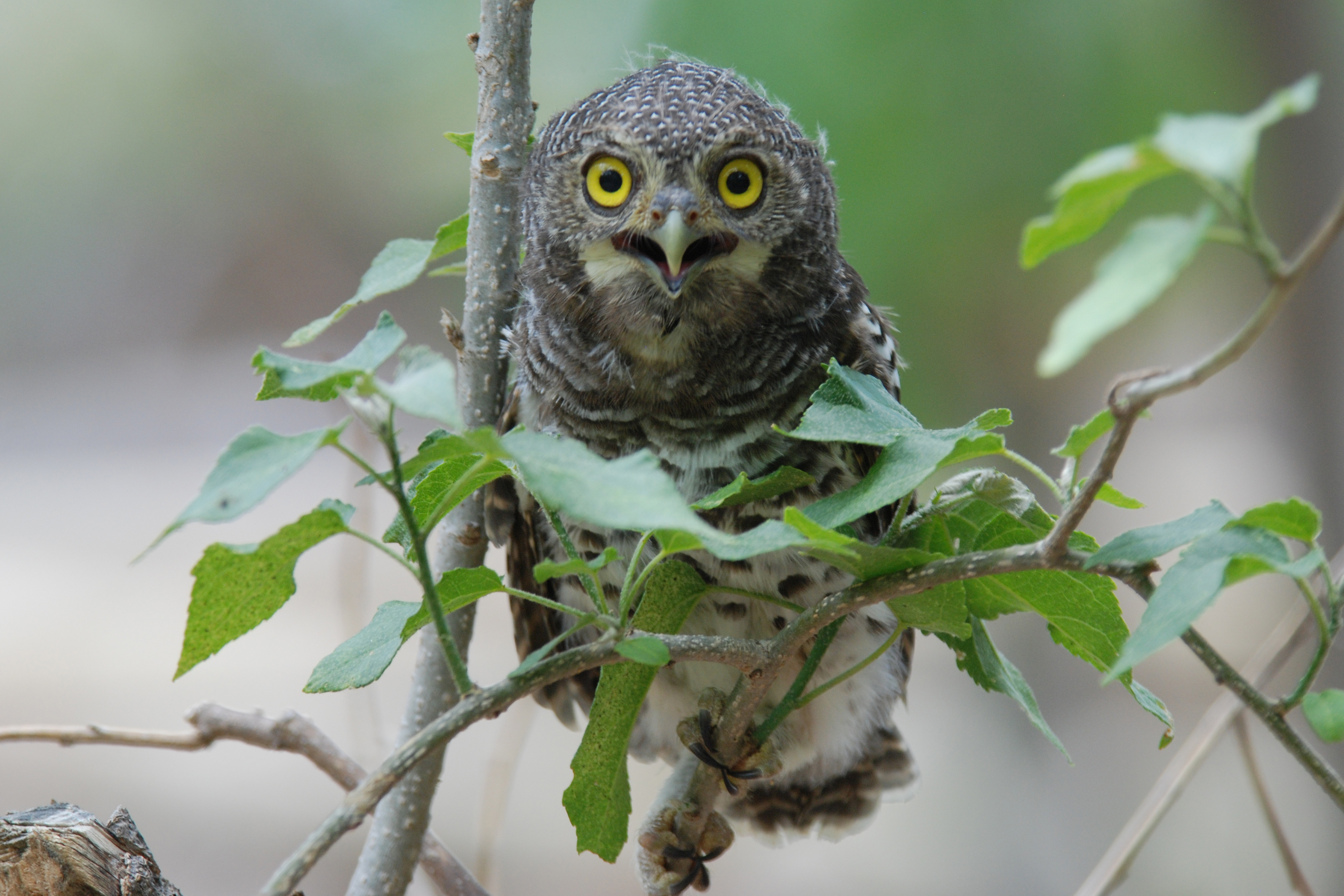
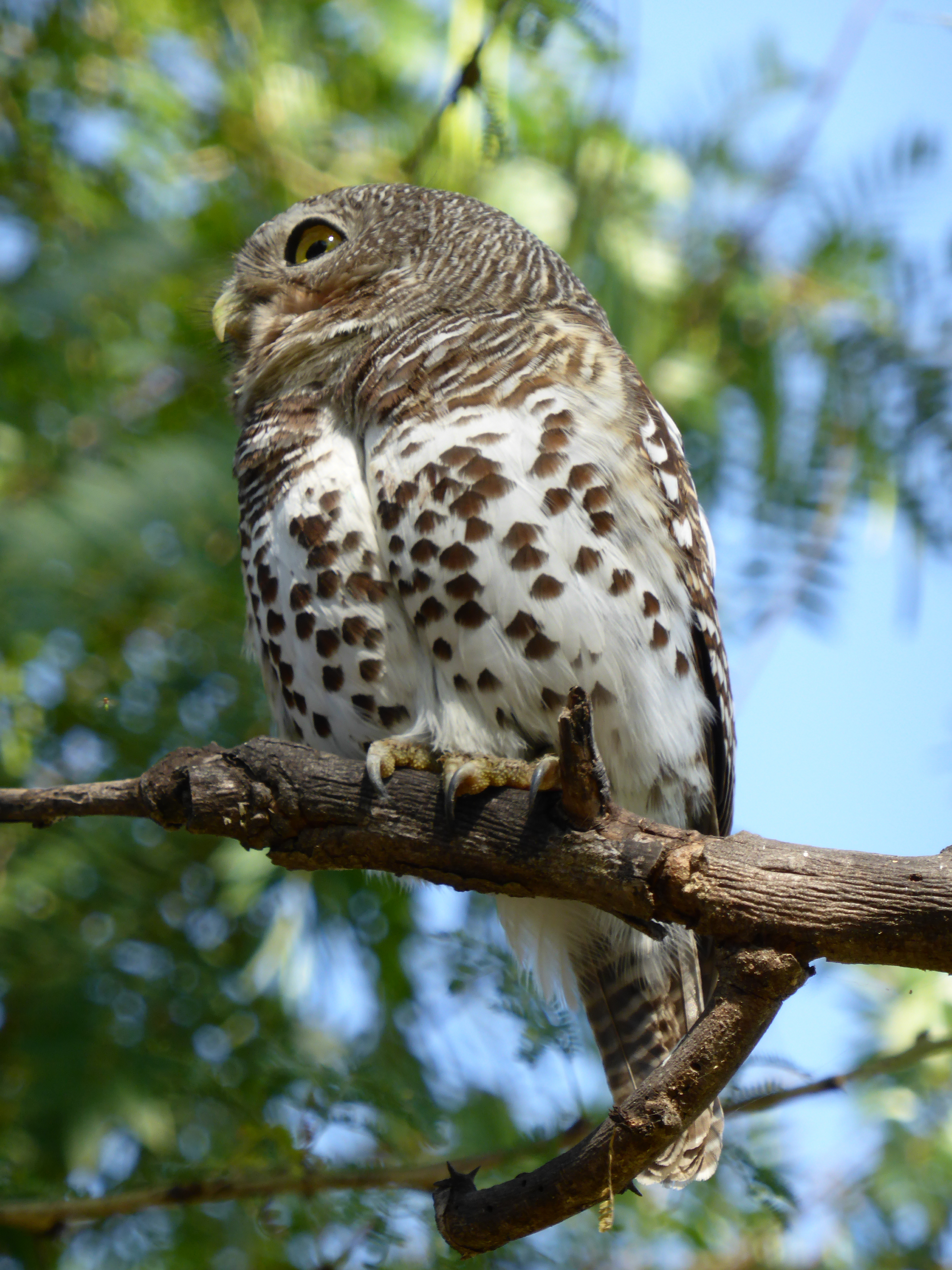